# Primula clusiana
Primula clusiana är en viveväxtart som beskrevs av Ignaz Friedrich Tausch. Primula clusiana ingår i släktet vivor, och familjen viveväxter. Inga underarter finns listade i Catalogue of Life.

## Bildgalleri

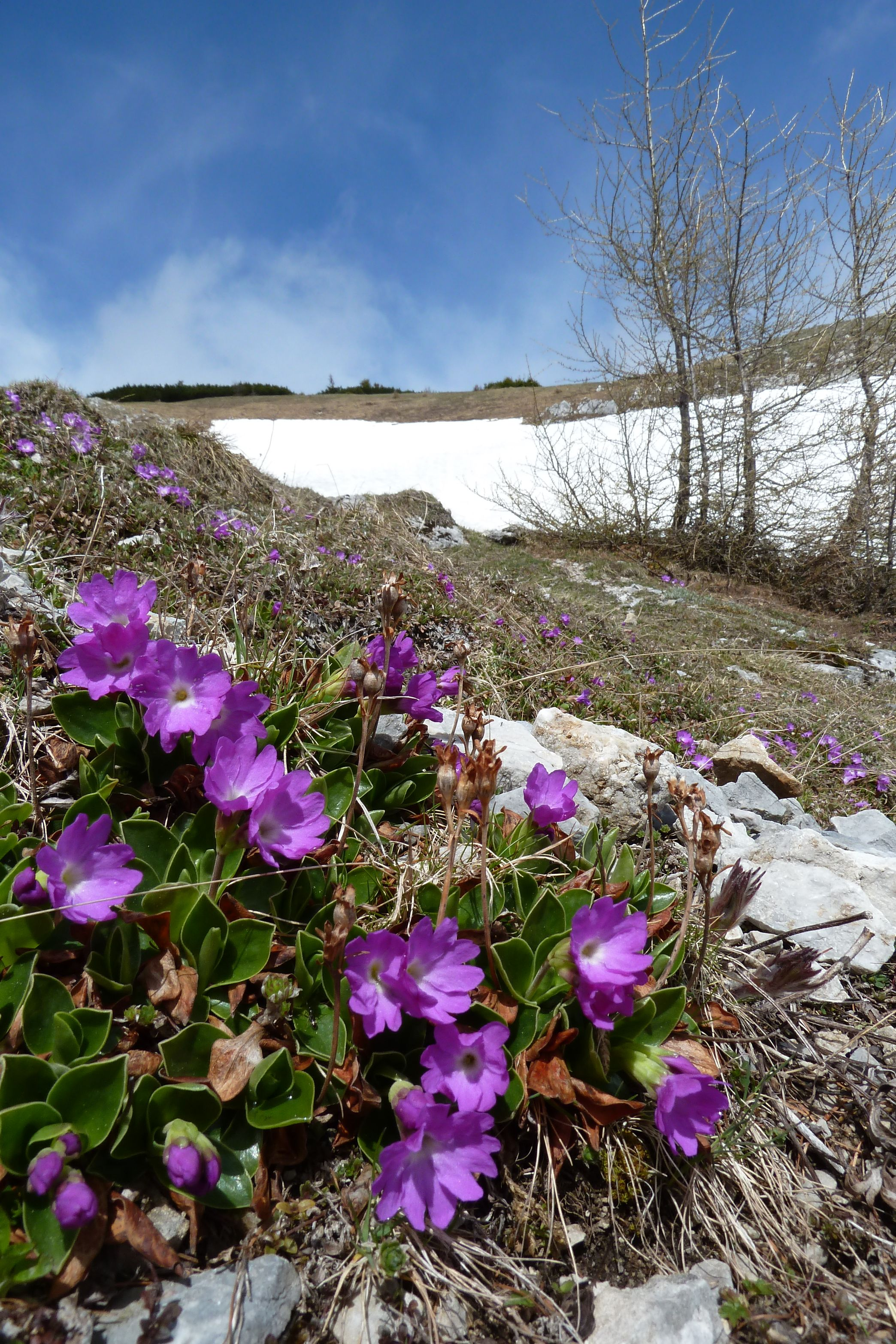
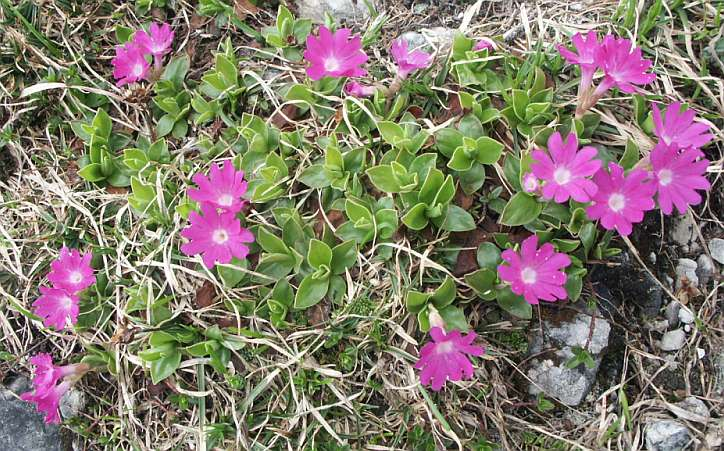
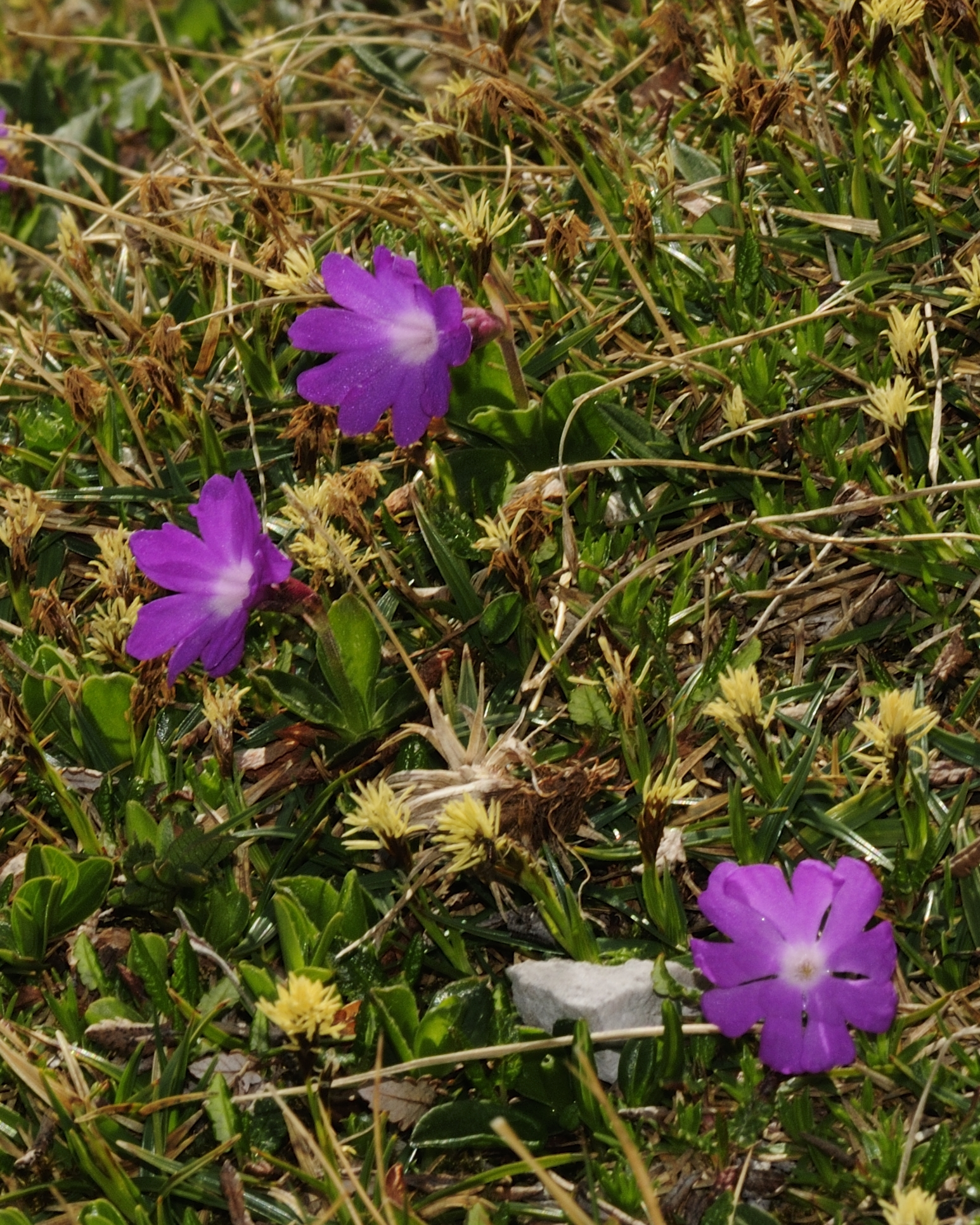
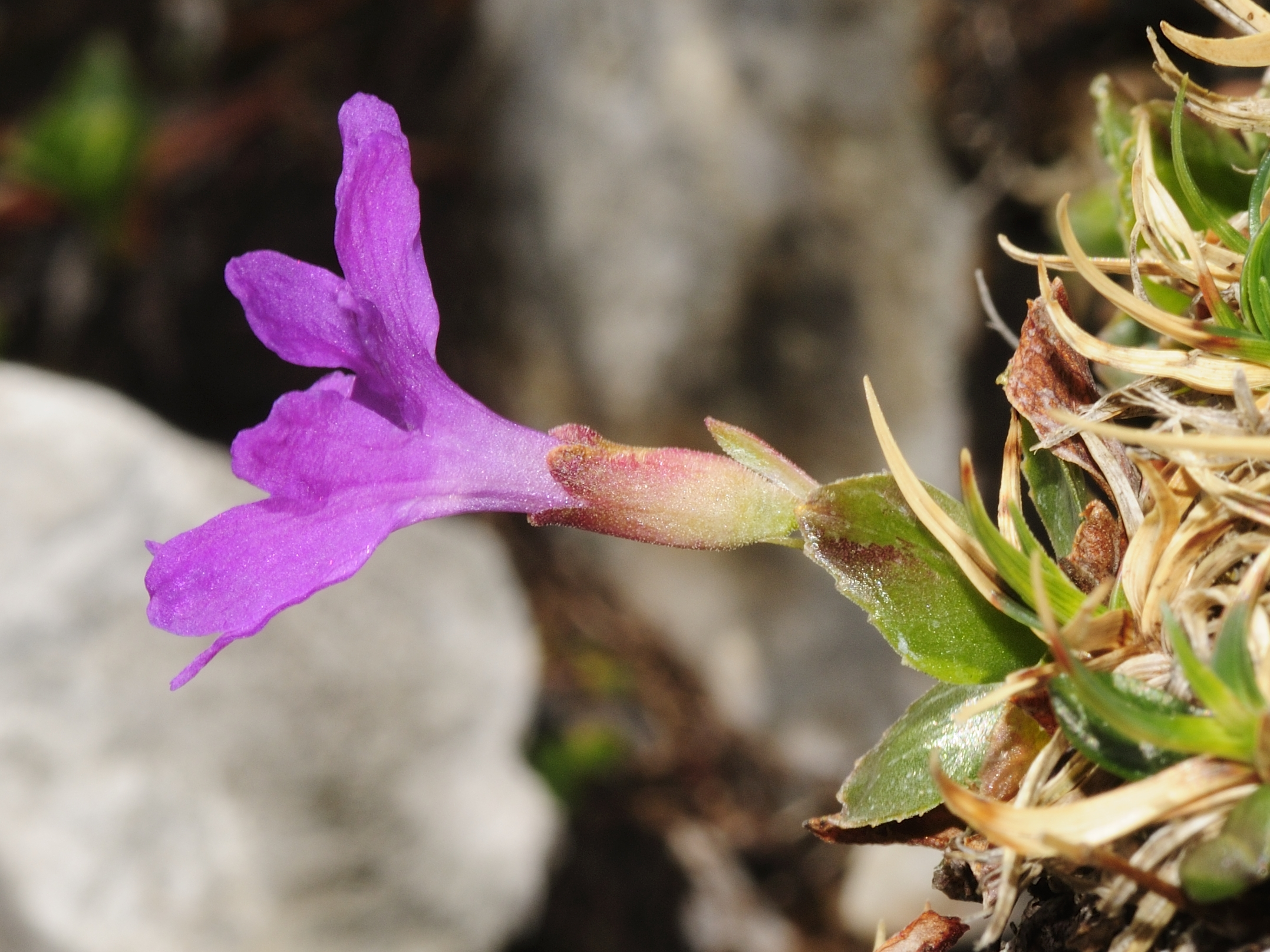
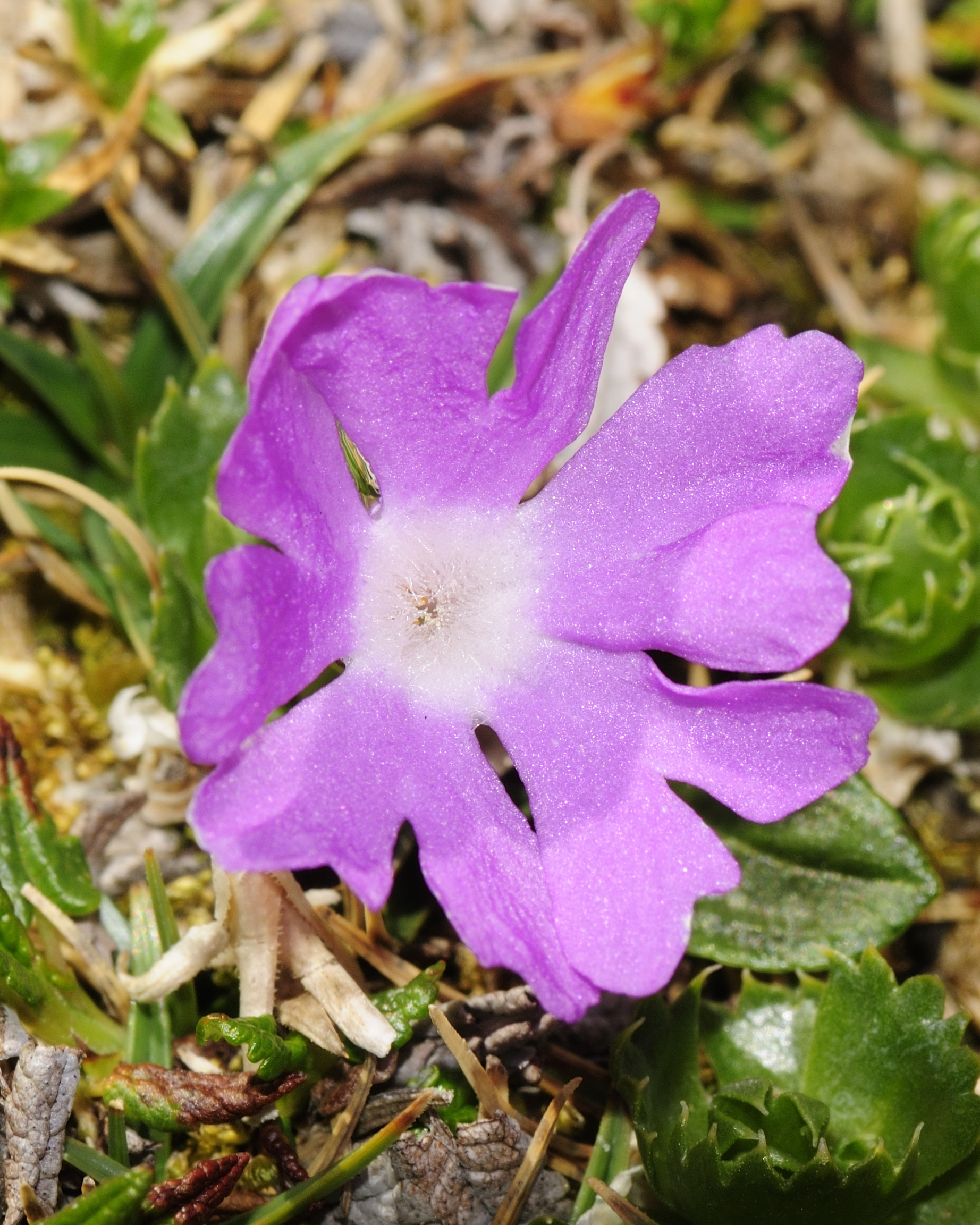
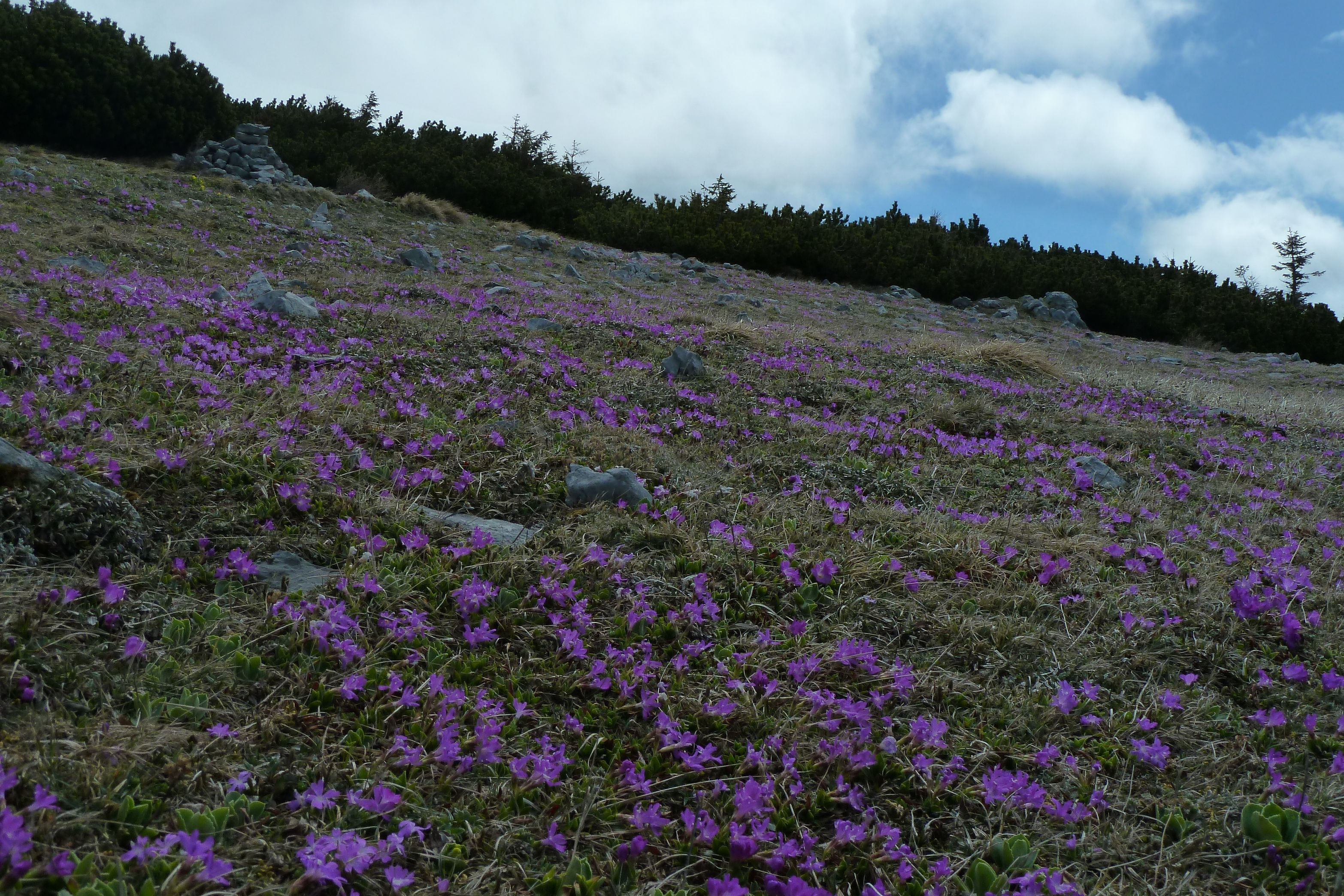